# Tangenta
Tangenta ili dodirnica je pravac koji dodiruje krivulju u jednoj točki. Na svaku je krivulju (npr. kružnicu, elipsu, parabolu, hiperbolu) moguće položiti beskonačno mnogo tangenata, ali kroz svaku točku glatke krivulje prolazi samo jedna tangenta.
Jednadžba pravca tangente je y - y0 = k(x - x0), pri čemu je koeficijent smjera k jednak derivaciji funkcije krivulje u točki x0 tj. k = f'(x0), pod uvjetom da navedena derivacija postoji.
Na slici desno prikazana je krivulja složene funkcije: 
f(x) = xsin(x2) + 1
u dvodimenzionalnom koordinatnom sustavu (x,y). 

U svakoj točki krivulje (u intervalu od x = -1 do x = 3) prikazana je tangenta na krivulju.

Kada je koeficijent smjera tangente (odnosno prva derivacija funkcije) pozitivan, k > 0, dio pravca tangente je zelene boje. 

Kada je koeficijent smjera tangente negativan, k < 0, dio pravca tangente je crvene boje. 

Kada je koeficijent smjera tangente jednak nuli, k = 0, tj. kad funkcija ima lokalni ekstrem (minimum ili maksimum), dio pravca tangente je crne boje.